# The Girlfriend Experience (série télévisée)
The Girlfriend Experience est une série télévisée d'anthologie dramatique américaine produite par Steven Soderbergh et basée sur son film homonyme, diffusée entre le 10 avril 2016 et le 20 juin 2021 sur Starz et sur Super Channel au Canada.
En France, la série est diffusée à partir du 11 avril 2016 sur OCS Max et au Québec à partir du 22 juin 2017 sur Max. Elle reste inédite dans les autres pays francophones.

## Synopsis

### Saison 1
Christine Reade est une étudiante en droit qui, en parallèle de ses études, réalise un stage dans un grand cabinet d'avocats. Sur les conseils d'une amie, elle entre petit à petit dans le monde très particulier des escort girls pour financer ses études.

### Saison 2
Deux histoires diamétralement opposées. La première, se déroulant à Washington, voici la relation torride entre Erica Myles, impitoyable directrice financière d'un comité d'action politique républicain, et Anna Garner, une escort girl qui l'aide à faire chanter un donneur. La seconde, se déroulant au Nouveau-Mexique, suit Bria Jones, une escort expérimentée qui tente de reprendre sa vie avec sa fille Kayla alors qu'elle est placée en programme de protection de témoin afin de fuir une de ses relations devenue abusive. Mais son travail pourrait mettre en péril sa nouvelle identité et son avenir.

### Saison 3
Iris, une jeune et belle étudiante en neurosciences, décide de se lancer dans les relations sexuelles tarifées. Elle y voit une opportunité en or d'entrer pour pénétrer dans le monde de la technologie.

## Distribution

### Saison 1
Acteurs principaux
- Riley Keough (VF : Elisabeth Ventura) : Christine Reade
- Paul Sparks (VF : Alexis Victor) : David Tellis
- Mary Lynn Rajskub (VF : Stéphanie Lafforgue) : Erin Roberts
- Briony Glassco (VF : Sandrine Cohen) : Susan King

Acteurs récurrents
- Kate Lyn Sheil (VF : Sandra Valentin) : Avery Suhr
- Alexandra Castillo (en) (VF : Anne Dolan) : Jacqueline
- Amy Seimetz (VF : Pauline Brunel) : Annabelle Reade
- Sugith Varughese (en) (VF : Serge Faliu) : Tariq Barr
- Michael Therriault (en) (VF : Yann Peira) : Skip Hadderly
- Sabryn Rock (VF : Géraldine Asselin) : Kayla
- Kate Hewlett : Sarah

Invités
- James McGowan (VF : Bernard Lanneau) : Alex Payton
- Martin Doyle (VF : Patrick Béthune) : Peter Gramercy

### Saison 2
Histoire 1Erica & Anna
- Anna Friel (VF : Véronique Desmadryl) : Erica Myles
- Louisa Krause (VF : Nastassja Girard) : Anna Garner
- Narges Rashidi (VF : Hélène Bizot) : Darya Esford
- Michael Cram (VF : Boris Rehlinger) : Mark Novak
- Emily Piggford (VF : Caroline Cadrieu) : Sandra Fuchs

Histoire 2Bria
- Carmen Ejogo (VF : Annie Milon) : Bria Jones
- Tunde Adebimpe (en) (VF : Frantz Confiac) : Ian Olsen
- Morgana Davies (VF : Rebecca Benhamour) : Kayla Fairchild
- Harmony Korine (VF : Philippe Valmont) : Paul

### Saison 3
Acteurs principaux
- Julia Goldani Telles : Iris Stanton

Acteurs récurrents
- Charles Edwards : Elliott Stanton
- Jemima Rooper : Leanne
- Ray Fearon : Paul
- Enzo Cilenti : Sean
- Talisa Garcia : un recruteur
- Armin Karima : Hiram
- Alexandra Daddario : Tawny
- Oliver Masucci : Georges Verhoeven
- Frank Dillane : Christophe
- Daniel Betts : Rupert
- Tobi Bamtefa : Brett
- Peter Guinness : Lief

 Source et légende : version française (VF) sur RS Doublage et DSD

## Production
En juin 2014, Starz a commandé la série de treize épisodes.
En septembre 2014, Riley Keough décroche le rôle-titre, confirmé fin février 2015. Le mois suivant, Mary Lynn Rajskub décroche le rôle d'Erin.
En novembre 2015, une vidéo promotionnelle est mise en ligne, ajoutant Paul Sparks et Kate Lyn Sheil à la distribution.
Le pilote a été projeté durant le Festival du film de Sundance qui a eu lieu à la fin janvier 2016.
Le 1er août 2016, la série est renouvelée pour une deuxième saison de quatorze épisodes avec une distribution renouvelée. En janvier 2017, Anna Friel, Louisa Krause et Carmen Ejogo décrochent des rôles principaux, ainsi que Narges Rashidi en mars 2017.
Le 26 juillet 2019, Starz renouvelle la série pour une troisième saison, qui se déroulera à Londres.

## Épisodes

### Première saison (2016)
Les treize épisodes de la première saison ont été mis à disposition le 10 avril 2016 sur les services de streaming de la chaîne Starz.
1. Initiation (Entry)
2. Une amie (A Friend)
3. Maintien (Retention)
4. Limites franchies (Crossing the Line)
5. Protection (Insurance)
6. Transgressions (Boundaries)
7. Intrusion (Access)
8. Provocation (Provocation)
9. Piégée (Blindsighted)
10. Disponible (Available)
11. Manipulation (Fabrication)
12. La Famille (Home)
13. Émancipation (Separation)

### Deuxième saison (2017)
Chaque épisode est mis en ligne chaque dimanche à partir du 5 novembre 2017. Les épisodes de Bria et ceux d'Erica/Anna ont été diffusés en alternance sur Starz.
Erica & Anna,
1. Force / Avantage (Leverage)
2. La Liste / Aveu (The List)
3. Sollicitation (Solicitation)
4. Donneurs / Donateurs (Donors)
5. Famille (Family)
6. Les citoyens d'abord (Citizens First)
7. Chute libre (Freefall)

Bria 
1. Aveu (Admitting)
2. Coquilles d’œufs / Prudence (Eggshells)
3. Négociation (Negociation)
4. Inventaire moral / Introspection (Moral Inventory)
5. Vivre comme une tornade / Avis de tempête (Living Like a Tornado)
6. Faire amende honorable (Making Amends)
7. Rechute (Relapse)

Titre : VFQ / VFF (VO)

### Troisième saison (2021)
Elle a été diffusée du 2 mai au 20 juin 2021.
1. Miroirs (Mirrors)
2. Tout le monde à un prix (Everyone's Got a Price)
3. Deepfake (Deepfake)
4. Aléatoire (Shuffle)
5. Control Maj (Control Shift)
6. L'Étreinte (The Embrace)
7. La Boîte noire (Black Box)
8. Mensonges (A Set of Lies Agreed Upon)
9. État d'esprit (State of Mind)
10. Assimilation (Integration)

## Accueil

### Réception critique
La première saison est accueillie de façon positive par la critique. L'agrégateur de critiques Metacritic lui accorde une note de 79 sur 100, basée sur la moyenne de 23 critiques.
Sur le site Rotten Tomatoes, elle obtient une note moyenne de 78 %, sur la base de 23 critiques.
Pierre Langlais pour Télérama qualifie la série d'« objet déstabilisant, dont on ne sait s'il nous ennuie ou nous fascine ».

#### Aux États-Unis
L'épisode pilote, diffusé le 10 avril 2016, a réalisé une audience de 363 000 téléspectateurs avec un taux de 0,11 % sur les 18-49 ans lors de sa première diffusion.
La première saison a obtenu une audience moyenne de 250 000 téléspectateurs avec un taux de 0,08 % sur les 18-49 ans lors de la première diffusion de chaque épisode (au 25 mai 2016).